# Die Degenhardts
Die Degenhardts ist ein deutscher Propagandafilm von 1944 unter der Regie von Werner Klingler, mit Heinrich George in der Hauptrolle und produziert von der Tobis Filmkunst.

## Inhalt
Vater Karl Degenhardt ist autoritärer Patriarch einer Familie mit Frau und fünf Kindern in Lübeck und dekorierter Veteran des Ersten Weltkriegs. Der Stadtobersekretär wird an seinem Geburtstag, dem 28. August 1939, ins Rathaus gerufen und erfährt, dass er statt der erwarteten Beförderung in den Ruhestand versetzt wurde. Nach Beginn des Zweiten Weltkriegs melden sich seine Söhne zum Kriegsdienst, einer fällt bald. Vater Degenhardt meldet sich zurück zum Dienst, nachdem die Familie den Luftangriff auf Lübeck miterlebt hat. Eine Szene zeigt ihn nach einem Luftangriff mit seiner Familie betroffen durch die zerstörte Stadt gehend.

## Produktion und Hintergrund
Der Film war Teil einer Serie von Propagandafilmen, die die Heimatfront stärken sollten. Er benutzte die psychologischen Folgen des Luftangriffs, um anti-britische Gefühle und Haltungen sowie den Durchhaltewillen der Zivilbevölkerung zu fördern.
Drehorte waren Lübeck, Stralsund und Lüneburg (die Szenen im und vor dem Rathaus).
Die Uraufführung fand in Lübeck am 30. Juni 1944 statt, die Berliner Erstaufführung am 11. August 1944 im Kosmos-Kino. Propagandaminister Joseph Goebbels, dem Ewald von Demandowsky den Film zuvor in einer Privat-Vorführung gezeigt hatte, hielt ihn für sehr gelungen und notierte in seinem Tagebuch: „Zum ersten Mal wird hier auch das Thema des Luftkriegs einbezogen, und zwar in einer sehr taktvollen und psychologisch klugen Weise.“

## Nachwirkung
Der Film spielte trotz Goebbels’ anerkennender Meinung jedoch nur 3,5 Millionen Reichsmark ein und galt allgemein als Flop.
Nach Kriegsende 1945 wurde die Vorführung von den alliierten Militärregierungen verboten.
Im Mai 2018 wurde der Film in der Lübecker Marienkirche gezeigt, begleitet von einer Einführung des Filmhistorikers Wolfgang Jacobsen.